# Santa Teresa en Corso d'Italia (título cardenalicio)
Santa Teresa en Corso d'Italia es un título cardenalicio de la Iglesia Católica. Fue instituido por el papa Juan XXIII en 1962 con la constitución apostólica Inter frequentissima.

## Titulares
- Giovanni Panico (19 de marzo de 1962 - 7 luglio 1962)
- Joseph-Marie-Eugène Martin (25 febbraio 1965 - 21 gennaio 1976)
- László Lékai (24 maggio 1976 - 30 giugno 1986)
- László Paskai, O.F.M. (28 giugno 1988 - 17 de agosto de 2015)
- Maurice Piat, C.S.Sp. (19 de noviembre de 2016)